# Jason-1
Jason-1（英語：Joint Altimetry Satellite Oceanography Network - 1），亦称杰森一号，是由美国宇航局与法国空间局联合运营的一项地球观测与卫星测高任务，作为系列海面地形观测任务中TOPEX/Poseidon的后续任务。该任务的主要目的是观测全球性的大洋环流、研究海洋与大气间的相互作用、提升全球气候预测的准确性，以及对厄尔尼诺及海洋涡流等特殊事件进行监测。Jason-1卫星于2001年12月7日于美国西海岸的范登堡空军基地发射升空，星上载有雷达高度计。升空后，Jason-1运行于与TOPEX/Poseidon相同类型的非太阳同步圆形轨道，并以10天一次的重复周期提供与TOPEX/Poseidon同等精度的测高数据。在连续运行11年，绕地超过53500圈后，Jason-1最终因发射器全部故障退役于2013年6月1日，实际运行周期远长于设计的三到五年。